# جورج ان. بارنارد
جورج نورمن بارنارد (زاده ۲۳ دسامبر ۱۸۱۹ – درگذشته ۴ فوریه ۱۹۰۲) عکاس آمریکایی بود که بیشتر به خاطر عکس‌هایش از دوران جنگ داخلی آمریکا شناخته شده است. او اغلب به عنوان ج. ان. بارنارد شناخته می‌شود.

## اوایل زندگی
بارنارد در ۲۳ دسامبر ۱۸۱۹ در یک خانواده کشاورز در کاونتری، کنکتیکات به دنیا آمد.‌ پدرش در سال ۱۸۲۶ درگذشت و او با اقوامش در یک شهر مجاور بزرگ شد و در مشاغل مختلف در مشاغل خانوادگی شاگردی کرد. او در سال ۱۸۴۳ ازدواج کرد و به ازویگو، نیویورک نقل مکان کرد، او در آنجا مدتی در شغل هتل‌داری بود و سپس به عکاسی رو‌آورد.

## حرفه
بارنارد که در سال ۱۸۴۳ کسب و کار خود را در ایالت نیویورک آغاز کرد، یکی از اولین کسانی بود که از داگرئوتایپ، اولین شکل تجاری در دسترس عکاسی، در ایالات متحده استفاده کرد. آتش‌سوزی در سال ۱۸۵۳ بالابرهای غلات را در ازویگو، نیویورک نابود کرد، رویدادی که بارنارد از آن عکس گرفت. مورخان این عکس‌ها را از اولین عکس‌های «خبری» می‌دانند. بارنارد همچنین از مراسم تحلیف آبراهام لینکلن در سال ۱۸۶۱ عکاسی کرد.

## جنگ داخلی
شهرت بارنارد عکاسی خبری در دوران جنگ داخلی آمریکا است. او عکاس رسمی ارتش برای بخش نظامی میسیسیپی به فرماندهی ژنرال اتحادیه ویلیام تی شرمن بود که عکاسی و مستندسازی از استحکامات، پل‌ها و اسناد را شامل می‌شد.
کتاب او در سال ۱۸۶۶، نماهای عکاسی از کمپین شرمن، ویرانی‌های جنگ را نشان داد. این کتاب شامل ۶۱ چاپ سفیده تخم‌مرغ از جمله نشویل، دره چاتانوگا، آتلانتا و ساوانا است. او این عکس‌ها را در حین عملیات تحت فرماندهی ژنرال شرمن گرفت. این کتاب همچنین شامل یک پرتره استودیویی از شرمن و ژنرال‌هایش است.

## پس از جنگ
پس از جنگ، بارنارد استودیوهای عکاسی را در اوهایو، چارلستون، کارولینای جنوبی و شیکاگو اداره کرد. استودیوی او در آتش‌سوزی شیکاگو در سال ۱۸۷۱ سوخت. در روچستر، نیویورک، او برای مدت کوتاهی با جرج ایستمن، موسس شرکت ایستمن کداک کار کرد.

## مجموعه‌ها
آثار و عکس‌های بارنارد در مجموعه حافظه آمریکایی، عکس‌های منتخب جنگ داخلی از کتابخانه کنگره، ۱۸۶۱–۱۸۶۵ گنجانده شده است. موزه جی. پال گتی یکی از آثار او را دارد و موزه هنر مدرن نیز آثار او را در مجموعه خود دارد.

## نگارخانه

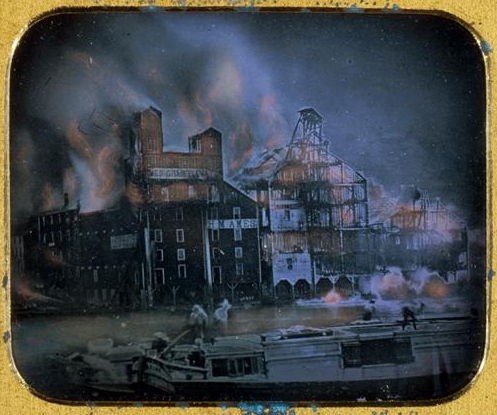
داگروتایپ رنگی دستی از آتش‌سوزی در آمز و دولیتل میلز، ۱۸۵۳، یکی از اولین عکس‌های خبری به حساب می‌آید.
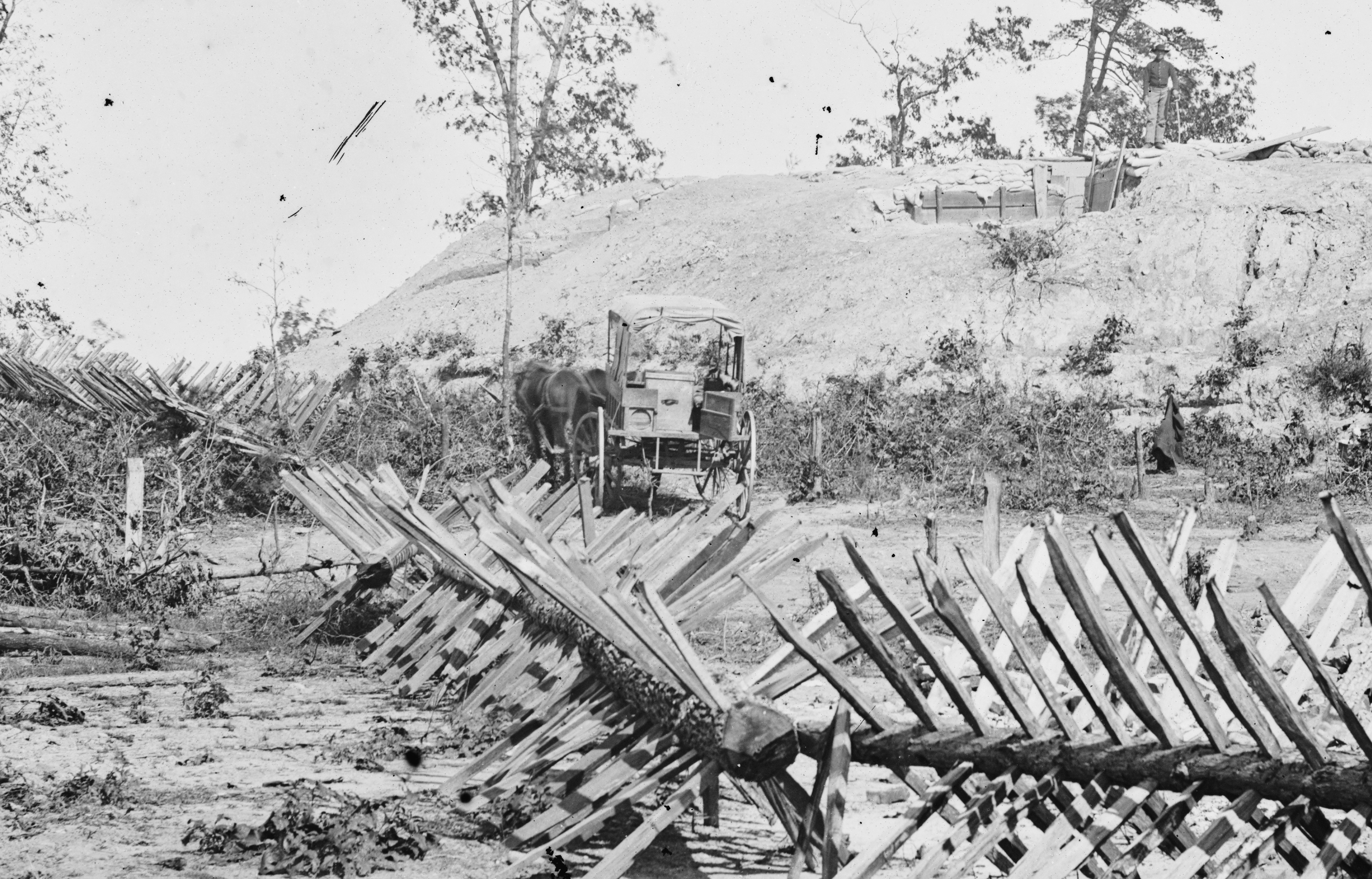
استحکامات ارتش کنفدراسیون در اطراف آتلانتا با کالسکه عکاسان در پس‌زمینه، ۱۸۶۴
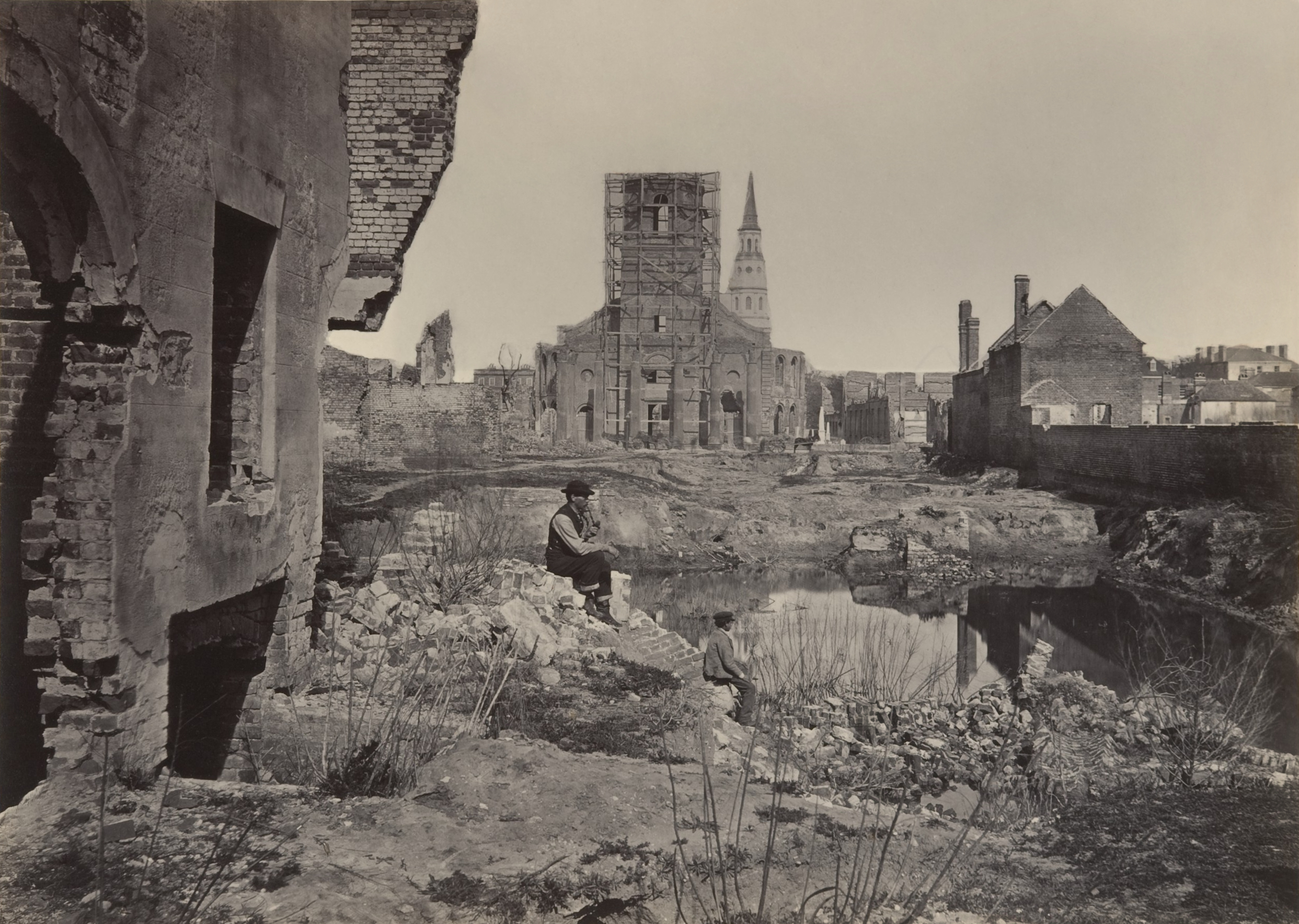
«ویرانه‌ها در چارلستون، S.C.» از نماهای عکاسی کمپین شرمن، ۱۸۶۵یا ۱۸۶۶